# Luisa Maria del Belgio
Luisa Maria del Belgio (nome completo Louise Marie Amélie de Saxe-Cobourg et Gotha) (Bruxelles, 18 febbraio 1858 – Wiesbaden, 1º marzo 1924) fu principessa del Belgio, duchessa di Sassonia e principessa di Sassonia-Coburgo-Gotha.

## Biografia

### Infanzia

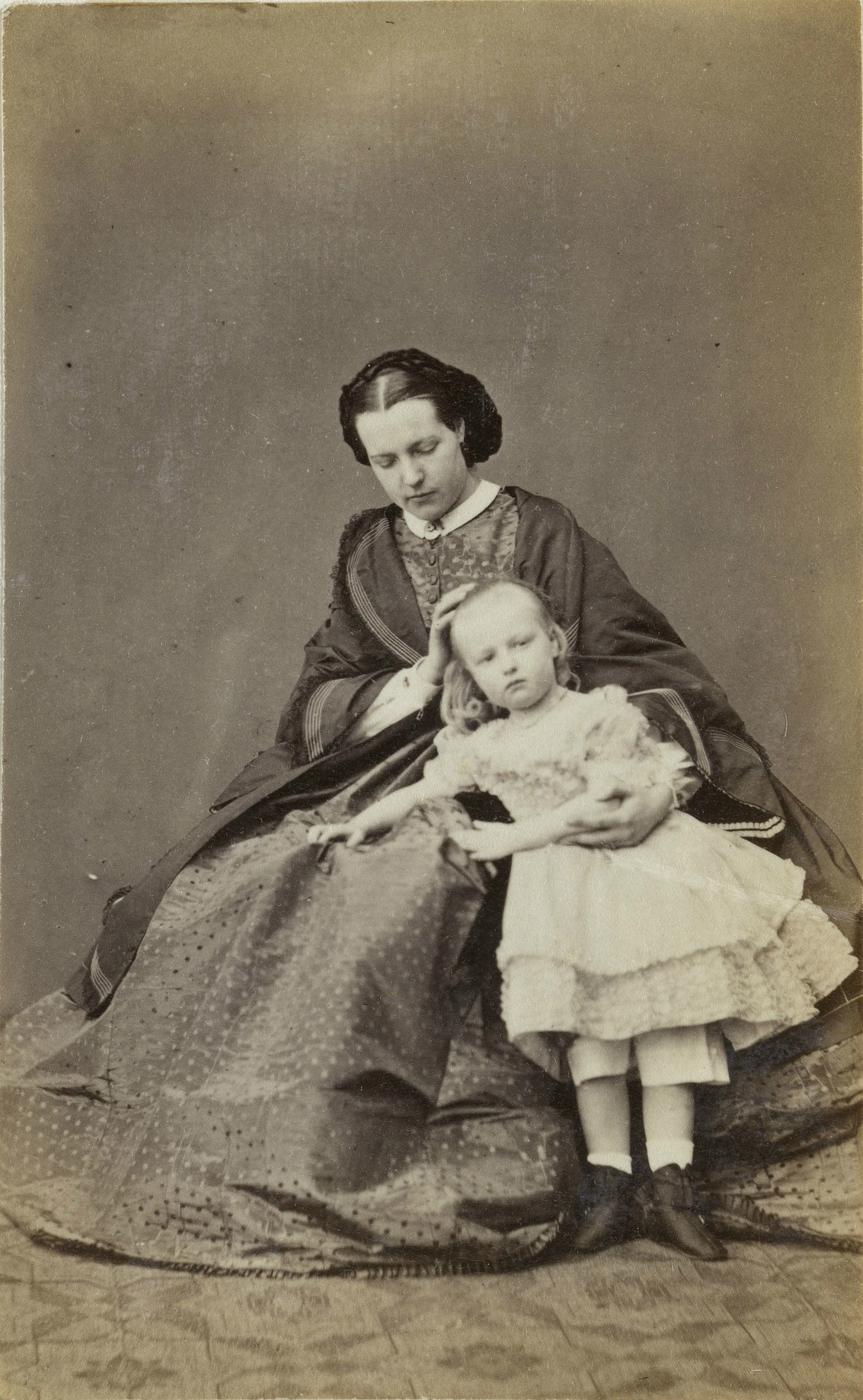
Maria Enrichetta del Belgio e una piccola Luisa Maria

Luisa Maria fu la figlia primogenita del re dei belgi Leopoldo II e della regina Maria Enrichetta d'Asburgo-Lorena.

I suoi nonni paterni erano il re Leopoldo I del Belgio e la regina Luisa, nata principessa d'Orléans; quelli materni erano il conte palatino d'Ungheria Giuseppe Antonio Giovanni d'Asburgo-Lorena e la duchessa Maria Dorotea di Württemberg.
La sua nascita fu seguita nel 1859 da quella del fratello Leopoldo, principe ereditario, nel 1864 da quella della sorella Stefania, futura arciduchessa d'Austria come consorte dell'arciduca Rodolfo d'Asburgo-Lorena e, nel 1872, da quella dell'ultima sorella, Clementina, che sposò il principe Napoleone Vittorio Bonaparte.
Dopo la morte del piccolo duca di Brabante Leopoldo, avvenuta nel 1869 quando il ragazzo aveva dieci anni, la madre di Luisa Maria, la regina Maria Enrichetta, si ritirò dalla corte per vivere nella città termale di Spa, abbandonando il suo ruolo ufficiale.

### Matrimonio

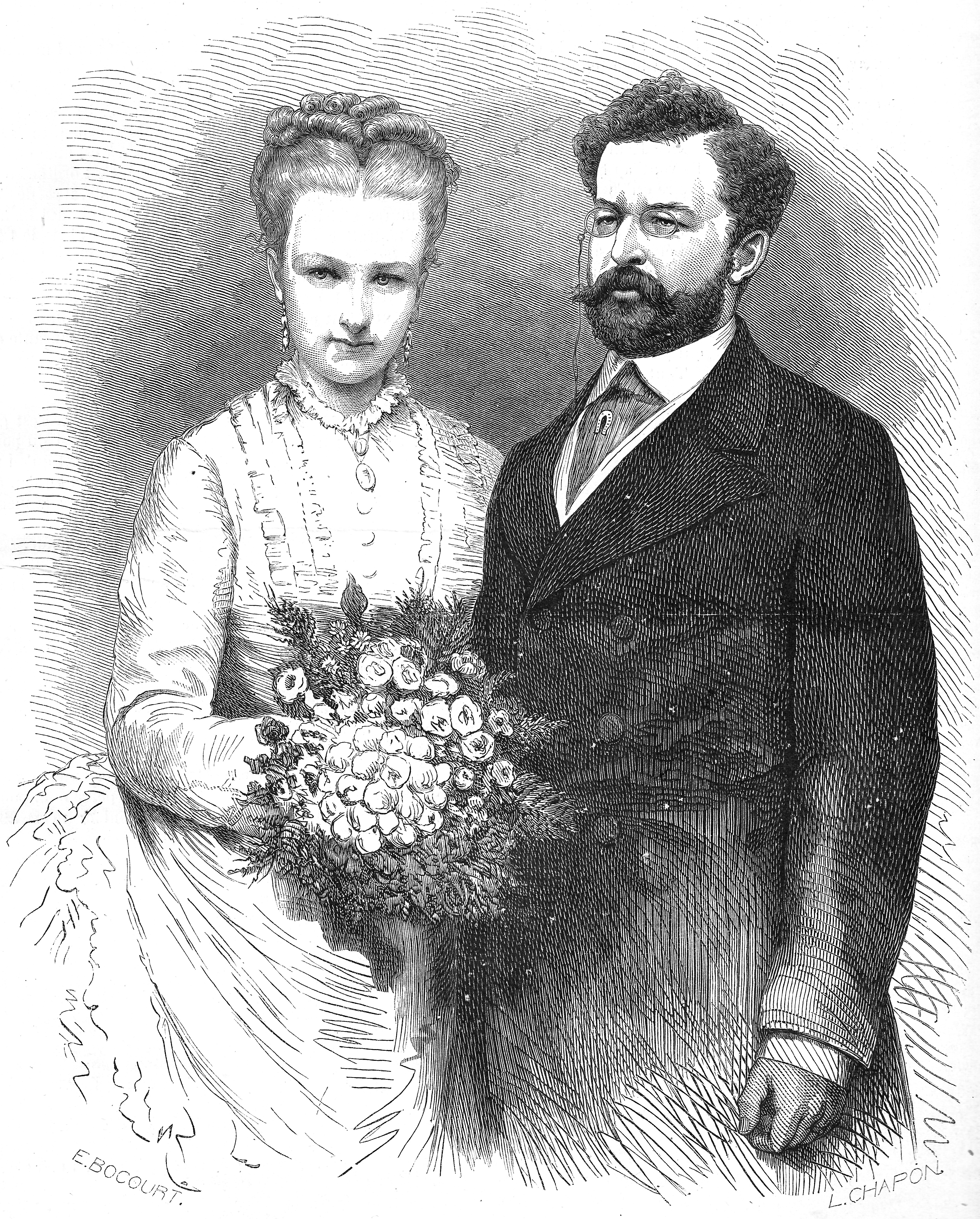
Luisa Maria e Filippo di Sassonia-Coburgo-Kohary

Già all'età di 16 anni la mano della principessa era molto ambita; tra i suoi pretendenti vi erano Federico di Hohenzollern-Sigmaringen e Filippo di Sassonia-Coburgo-Kohary, figlio del principe Augusto di Sassonia-Coburgo-Kohary e della principessa Clementina d'Orléans.
Il re, che non voleva un avvicinamento con la Prussia così presto dopo la guerra franco-prussiana, acconsentì al matrimonio tra sua figlia e Filippo di Sassonia-Coburgo-Kohary. I Sassonia-Coburgo Kohary erano anche molto ricchi grazie al matrimonio, nel 1816, tra il principe Ferdinando di Sassonia-Coburgo con Antonia Kohary, un'ereditiera ungherese. La regina stessa approvò il matrimonio, in quanto la famiglia di Filippo viveva in Ungheria, suo paese di origine.
La coppia si sposò il 4 febbraio 1875 a Bruxelles.
Ebbero due figli:
- Leopoldo di Sassonia-Coburgo e Gotha, (19 luglio 1878-27 aprile 1916);
- Dorotea di Sassonia-Coburgo e Gotha, (30 aprile 1881-21 gennaio 1967), sposò il duca Ernesto Gunther di Schleswig-Holstein-Sonderburg-Augustenburg.

Non fu un matrimonio felice: Filippo si dice fosse autoritario e Luisa Maria rispose al suo autoritarismo con uno stile di vita sontuoso che fece molto scalpore. Nel 1880 Maria Luisa suggerì il matrimonio tra la sorella Stefania e il principe ereditario Rodolfo d'Austria.

### Scandalo e divorzio

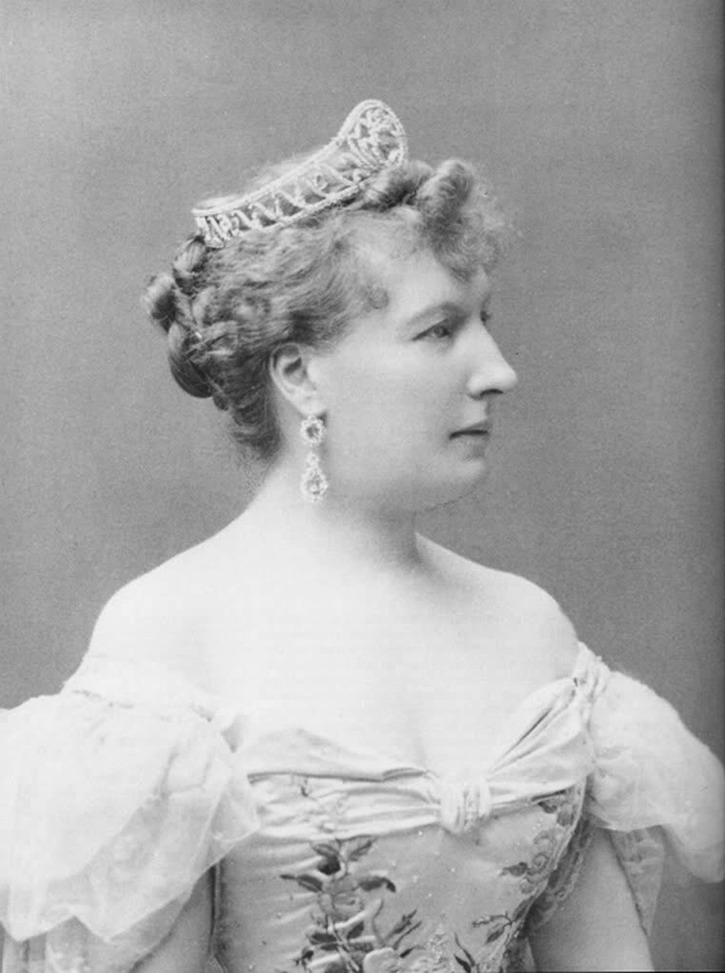
Luisa del Belgio nel 1865

Nel 1895 Luisa Maria si innamorò del marchese Geza Mattachich (1868-1923), figliastro di Oskar Keglevich, marchese di Buzin. Mattachich era tenente nel reggimento croato dell'esercito austriaco. Si incontrarono per la prima volta al Prater di Vienna.
Nel gennaio 1897 scandalizzò la Corte di Vienna, lasciando definitivamente il marito, il principe Filippo, per Mattachich e prendendo la figlia con sé. Mattachich fu accusato di falsificazione, quando falsificò la firma della cognata Stefania per acquistare dei gioielli. Nel 1898, il principe Filippo e Mattachich si sfidarono in un duello a Vienna, prima con le armi poi con le spade. Mattachich fu arrestato a Zagabria e incarcerato per quattro anni per falsificazione.
Il matrimonio terminò con un divorzio il 15 gennaio 1906.

### Ultimi anni

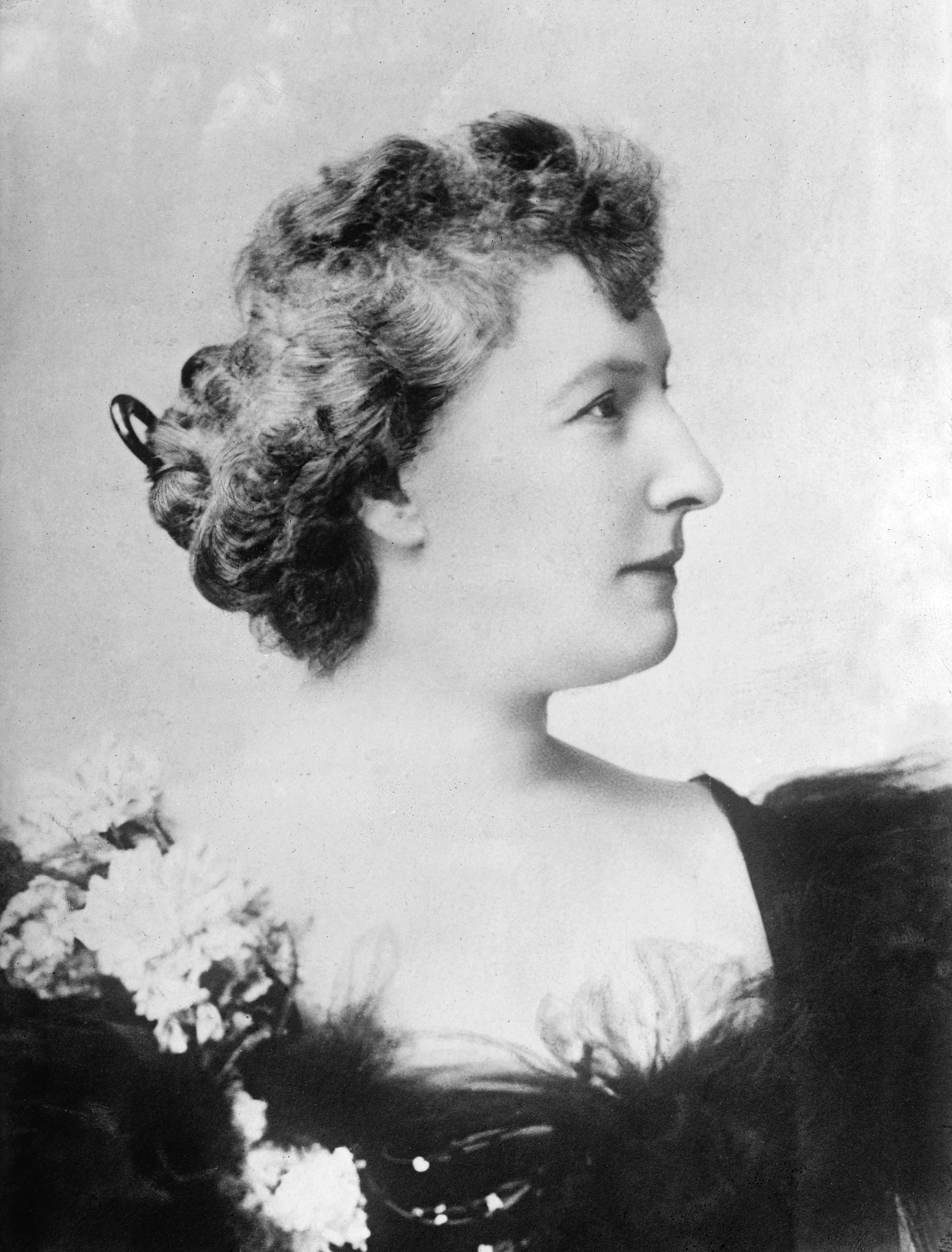
Luisa Maria fotografata durante la Belle Époque

Dopo il divorzio, le spese stravaganti di Luisa Maria provocarono un aumento dei debiti della famiglia. Nel 1898 il principe Filippo dichiarò la moglie pazza e convinse l'imperatore Francesco Giuseppe a rinchiuderla in un ospedale psichiatrico, mentre il marchese Mattachich si trovava in prigione. Una volta scarcerato, Mattachich la aiutò a fuggire. I due vissero insieme a Parigi sino alla morte di lui.

## Ascendenza
|                                            |                              |                                             | Genitori                                   |  |  | Nonni |  |  | Bisnonni                                        |  |  | Trisnonni                                     |  |
|                                            |                              |                                             |                                            |  |  |       |  |  | Francesco Federico di Sassonia-Coburgo-Saalfeld |  |  | Ernesto Federico di Sassonia-Coburgo-Saalfeld |  |
|                                            |                              |                                             |                                            |  |  |       |  |  | Francesco Federico di Sassonia-Coburgo-Saalfeld |  |  | Ernesto Federico di Sassonia-Coburgo-Saalfeld |  |
|                                            |                              | Sofia Antonia di Brunswick-Wolfenbüttel     |                                            |  |  |       |  |  | Francesco Federico di Sassonia-Coburgo-Saalfeld |  |  |                                               |  |
| Leopoldo I del Belgio                      |                              |                                             |                                            |  |  |       |  |  | Francesco Federico di Sassonia-Coburgo-Saalfeld |  |  |                                               |  |
|                                            |                              | Augusta di Reuss-Ebersdorf                  | Enrico XXIV di Reuss-Ebersdorf             |  |  |       |  |  |                                                 |  |  |                                               |  |
|                                            |                              | Augusta di Reuss-Ebersdorf                  | Enrico XXIV di Reuss-Ebersdorf             |  |  |       |  |  |                                                 |  |  |                                               |  |
|                                            |                              | Augusta di Reuss-Ebersdorf                  | Carolina Ernestina di Erbach-Schönberg     |  |  |       |  |  |                                                 |  |  |                                               |  |
| Leopoldo II del Belgio                     |                              | Augusta di Reuss-Ebersdorf                  |                                            |  |  |       |  |  |                                                 |  |  |                                               |  |
|                                            |                              | Luigi Filippo di Francia                    | Luigi Filippo II di Borbone-Orléans        |  |  |       |  |  |                                                 |  |  |                                               |  |
|                                            |                              | Luigi Filippo di Francia                    | Luigi Filippo II di Borbone-Orléans        |  |  |       |  |  |                                                 |  |  |                                               |  |
|                                            |                              | Luigi Filippo di Francia                    | Luisa Maria Adelaide di Borbone-Penthièvre |  |  |       |  |  |                                                 |  |  |                                               |  |
| Luisa d'Orléans                            |                              | Luigi Filippo di Francia                    |                                            |  |  |       |  |  |                                                 |  |  |                                               |  |
|                                            |                              | Maria Amalia di Borbone-Due Sicilie         | Ferdinando I delle Due Sicilie             |  |  |       |  |  |                                                 |  |  |                                               |  |
|                                            |                              | Maria Amalia di Borbone-Due Sicilie         | Ferdinando I delle Due Sicilie             |  |  |       |  |  |                                                 |  |  |                                               |  |
|                                            |                              | Maria Amalia di Borbone-Due Sicilie         | Maria Carolina d'Asburgo-Lorena            |  |  |       |  |  |                                                 |  |  |                                               |  |
| Principessa Luisa del Belgio               |                              | Maria Amalia di Borbone-Due Sicilie         |                                            |  |  |       |  |  |                                                 |  |  |                                               |  |
|                                            | Leopoldo II d'Asburgo-Lorena | Francesco I di Lorena                       |                                            |  |  |       |  |  |                                                 |  |  |                                               |  |
|                                            | Leopoldo II d'Asburgo-Lorena | Francesco I di Lorena                       |                                            |  |  |       |  |  |                                                 |  |  |                                               |  |
|                                            | Leopoldo II d'Asburgo-Lorena | Maria Teresa d'Austria                      |                                            |  |  |       |  |  |                                                 |  |  |                                               |  |
| Giuseppe Antonio Giovanni d'Asburgo-Lorena | Leopoldo II d'Asburgo-Lorena |                                             |                                            |  |  |       |  |  |                                                 |  |  |                                               |  |
|                                            |                              | Maria Luisa di Borbone-Spagna (1745-1792)   | Carlo III di Spagna                        |  |  |       |  |  |                                                 |  |  |                                               |  |
|                                            |                              | Maria Luisa di Borbone-Spagna (1745-1792)   | Carlo III di Spagna                        |  |  |       |  |  |                                                 |  |  |                                               |  |
|                                            |                              | Maria Luisa di Borbone-Spagna (1745-1792)   | Maria Amalia di Sassonia                   |  |  |       |  |  |                                                 |  |  |                                               |  |
| Maria Enrichetta d'Asburgo-Lorena          |                              | Maria Luisa di Borbone-Spagna (1745-1792)   |                                            |  |  |       |  |  |                                                 |  |  |                                               |  |
|                                            |                              | Ludovico Federico Alessandro di Württemberg | Federico II Eugenio di Württemberg         |  |  |       |  |  |                                                 |  |  |                                               |  |
|                                            |                              | Ludovico Federico Alessandro di Württemberg | Federico II Eugenio di Württemberg         |  |  |       |  |  |                                                 |  |  |                                               |  |
|                                            |                              | Ludovico Federico Alessandro di Württemberg | Federica Dorotea di Brandeburgo-Schwedt    |  |  |       |  |  |                                                 |  |  |                                               |  |
| Maria Dorotea di Württemberg               |                              | Ludovico Federico Alessandro di Württemberg |                                            |  |  |       |  |  |                                                 |  |  |                                               |  |
|                                            |                              | Enrichetta di Nassau-Weilburg (1780-1857)   | Carlo Cristiano di Nassau-Weilburg         |  |  |       |  |  |                                                 |  |  |                                               |  |
|                                            |                              | Enrichetta di Nassau-Weilburg (1780-1857)   | Carlo Cristiano di Nassau-Weilburg         |  |  |       |  |  |                                                 |  |  |                                               |  |
|                                            |                              | Enrichetta di Nassau-Weilburg (1780-1857)   | Carolina d'Orange-Nassau                   |  |  |       |  |  |                                                 |  |  |                                               |  |
|                                            |                              | Enrichetta di Nassau-Weilburg (1780-1857)   |                                            |  |  |       |  |  |                                                 |  |  |                                               |  |